# Krzyżkowice
Krzyżkowice (niem. Kröschendorf, cz. Křížkovice) – wieś w Polsce, położona w województwie opolskim, w powiecie prudnickim, w gminie Lubrza. Historycznie leży na Górnym Śląsku, na ziemi prudnickiej. Położona jest na terenie Przedgórza Głuchołasko-Prudnickiego, u podnóży Gór Opawskich. Przepływa przez nią Sadecki Potok.
W latach 1975–1998 miejscowość należała administracyjnie do ówczesnego województwa opolskiego.
Według danych na 31 grudnia 2013 r. wieś była zamieszkana przez 221 osób.

## Geografia

### Położenie
Wieś jest położona w południowo-zachodniej Polsce, w województwie opolskim, tuż przy granicy z Czechami, we wschodniej części Przedgórza Głuchołasko-Prudnickiego, u podnóży Gór Opawskich, około 1 km od rezerwatu przyrody Velký Pavlovický rybník. Należy do Euroregionu Pradziad. Przez granice administracyjne wsi przepływa Sadecki Potok (zwany także Krzyżkowickim Potokiem). Leży na obszarze 594 ha.

### Środowisko naturalne
W Krzyżkowicach panuje klimat umiarkowany ciepły. Średnia temperatura roczna wynosi +8,1 °C. Duże zróżnicowanie dotyczy termicznych pór roku. Średnie roczne opady atmosferyczne w rejonie Krzyżkowic wynoszą 625 mm. Dominują wiatry zachodnie.

## Nazwa
Do 1945 miejscowość nosiła niemiecką nazwę Kröschendorf. W Spisie miejscowości województwa śląsko-dąbrowskiego łącznie z obszarem ziem odzyskanych Śląska Opolskiego wydanym w Katowicach w 1946 wieś wymieniona jest pod polską nazwą Chrościce. 9 września 1947 nadano miejscowości nazwę Krzyżkowice. W opracowanej w 1971 przez Powiatowy Inspektorat Statystyczny w Prudniku Statystycznej charakterystyce miejscowości w gromadach powiatu prudnickiego wymieniono dwie miejscowości o nazwie Krzyżkowice: wieś oraz jej przysiółek.
W historycznych dokumentach nazwę miejscowości wzmiankowano w różnych językach oraz formach: Cristendorf (1318), Criskowicz (1321), Creiskovicz, Creickendorf (1331), Creyskendorff (1481), Krzyzkowicze (1481), Krzisskowicze (1573), Kreschendorff (1651), Kreschendorf (1784), Kröschendorf (1845), Krzyżkowice, czes. Křižkovice – Kröschendorff (1896), Kröschendorf, Chróścice (1941), Krzyżkowice (1947).

## Historia

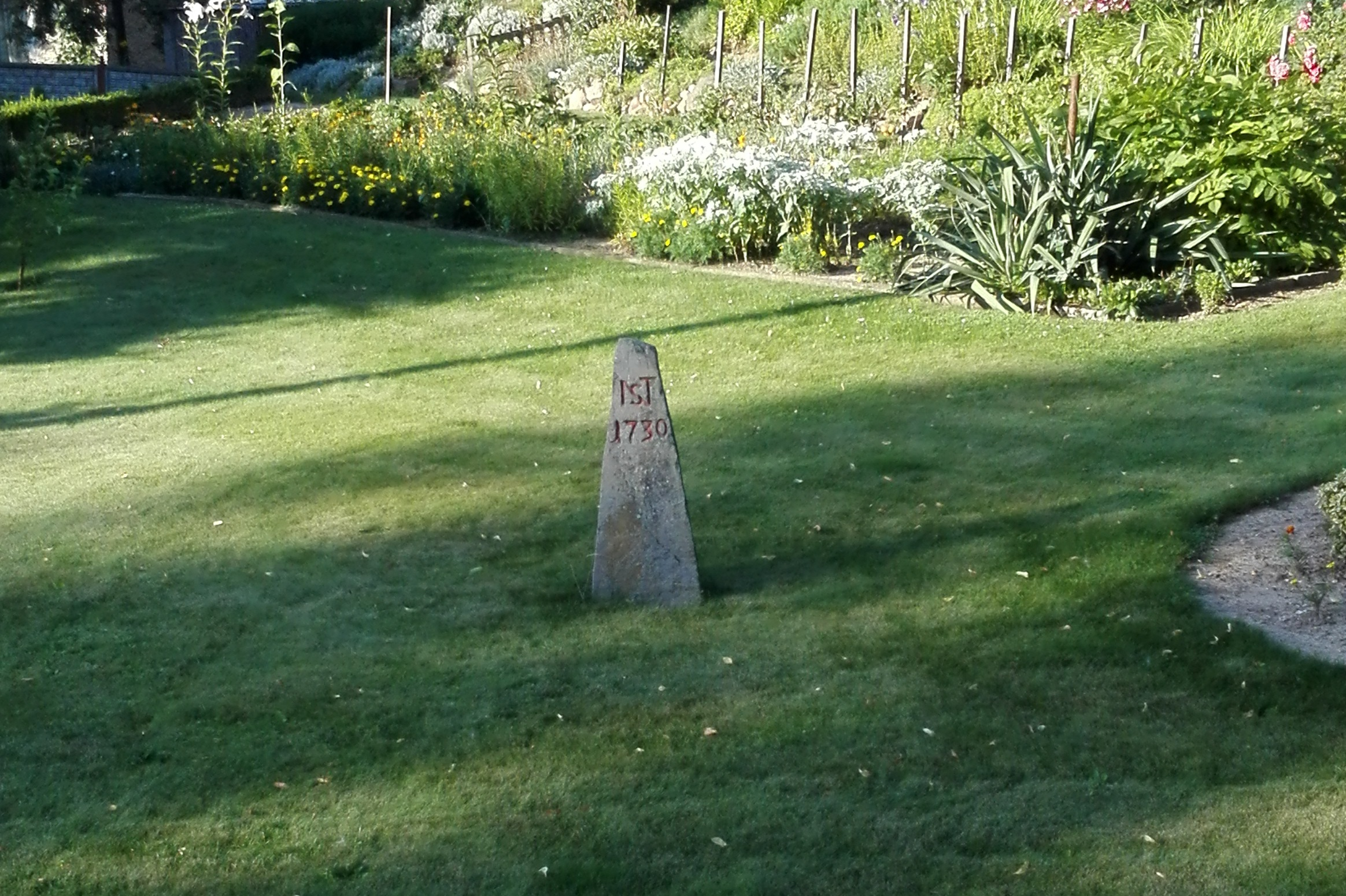
Kamień graniczny Królewskiego Miasta Prudnika (niem. Konigliche Stadt Neustadt) w Krzyżkowicach

Wieś wzmiankowana po raz pierwszy była w 1321 roku jako Krizkowicz. Jej nazwa pochodzi z 1238 roku, od nazwy osobowej Krzyżek, co sugeruje jej pierwszego właściciela oraz wcześniejsze powstanie. W Krzyżkowicach rezydowali rycerze z rodu Schnellenwaldów. Była to duża wieś kmiecia o funkcji rolniczej i ulicowym układzie zabudowy.

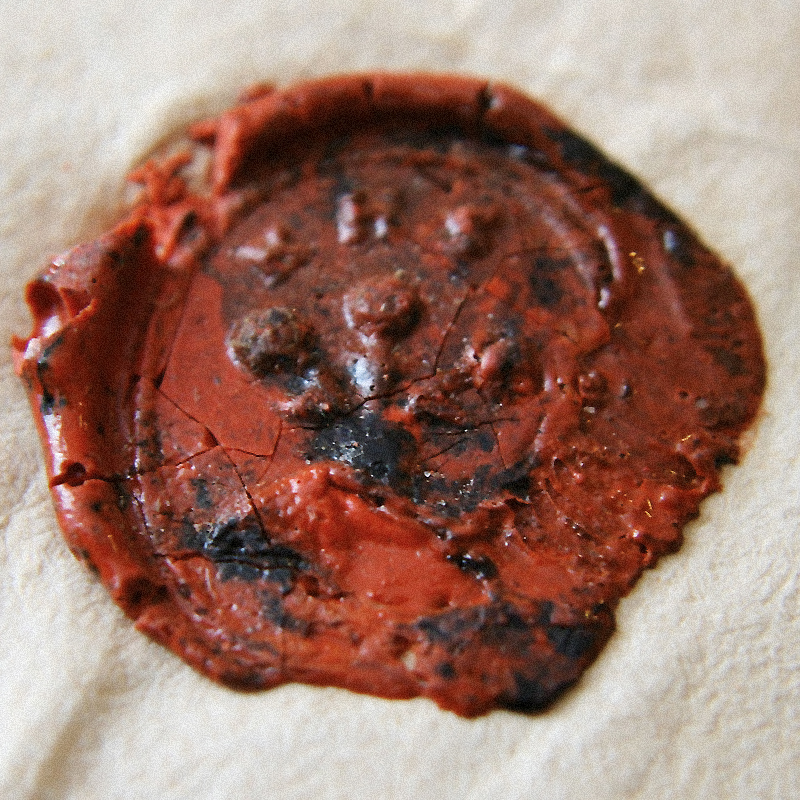
Pieczęć Krzyżkowic (1722)

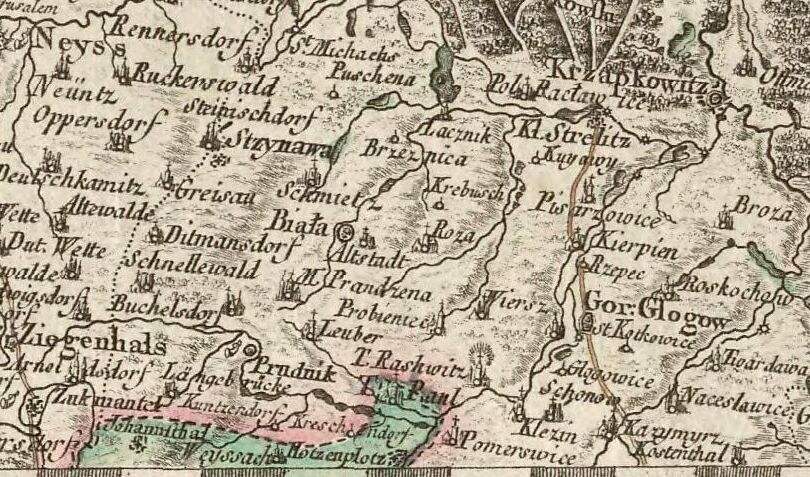
Krzyżkowice (Kreschendorf) wśród miejscowości ziemi prudnickiej na polskojęzycznej mapie z 1772

W 1573 właścicielem Krzyżkowic był Jerzy Kotulinski. W 1604 Rada Miejska Prudnika kupiła wieś Krzyżkowice za 16 tysięcy talarów. We wsi, na terenie posesji nr 66, znajduje się kamień graniczny Królewskiego Miasta Prudnik, postawiony tu w 1730, pomalowany na biało. Do 1742 wieś należała do powiatu sądowego prudnickiego w Monarchii Habsburgów. Po I wojnie śląskiej znalazła się w granicach Królestwa Prus i weszła w skład powiatu prudnickiego w prowincji Śląsk. Wieś posiadała swoją własną pieczęć, która przedstawiała w polu wazon i wyrastające z niego trzy kwiaty, a w otoku napis: KRESCHENDORFF GEM: S: / NEYSTAETER CREYS (pol. Gmina Krzyżkowice / Powiat Prudnicki).

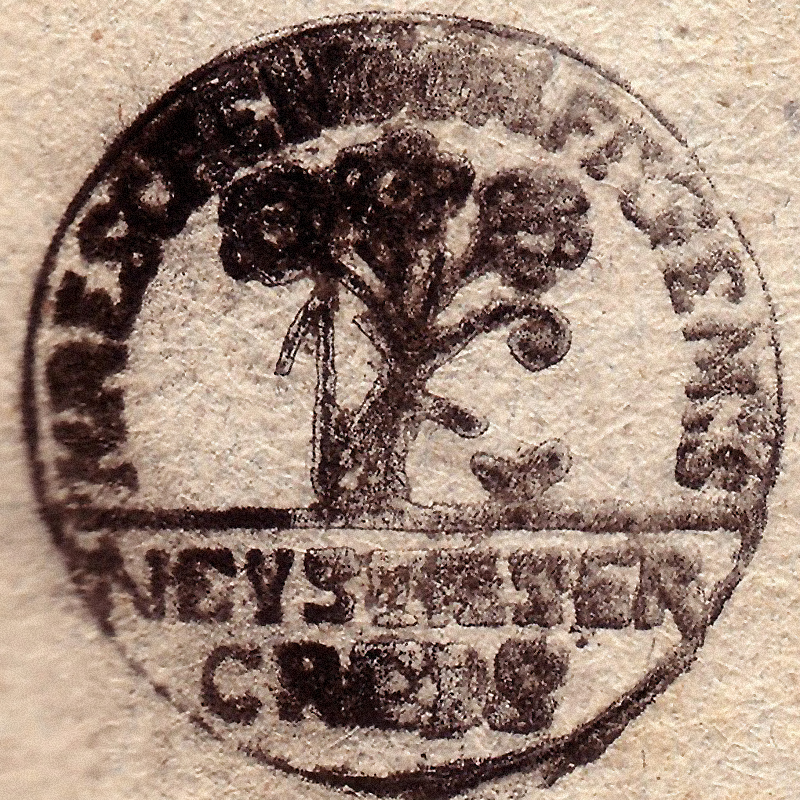
Pieczęć Krzyżkowic (1819)

Według spisu ludności z 1 grudnia 1910, na 419 mieszkańców Krzyżkowic wszyscy posługiwali się językiem niemieckim. W 1921 w zasięgu plebiscytu na Górnym Śląsku znalazła się tylko część powiatu prudnickiego. Krzyżkowice znalazły się po stronie zachodniej, poza terenem plebiscytowym.
W styczniu 1945 przez Krzyżkowice przeszły kolumny więźniów niemieckich obozów koncentracyjnych. W toku tzw. „marszu śmierci” wiele osób zmarło lub zostało zamordowanych przez Niemców. Armia Czerwona wkroczyła do Krzyżkowic 23 marca 1945 w ramach operacji górnośląskiej. Od marca do maja 1945 powiat prudnicki znajdował się pod kontrolą radzieckiej komendantury wojskowej. 11 maja 1945 polska administracja przejęła władzę cywilną w powiecie prudnickim.
W latach 1945–1950 Krzyżkowice należały do województwa śląskiego, a od 1950 do województwa opolskiego. W latach 1945–1954 wieś należała do gminy Lubrza, w latach 1954–1961 do gromady Dytmarów, a w latach 1961–1972 do gromady Lubrza.
W 1949 we wsi znajdowała się szkoła podstawowa prowadzona przez Inspektorat Szkolny w Prudniku. W latach 1959–1989 stacjonowała w miejscowości Strażnica WOP Krzyżkowice.
Podczas powodzi w lipcu 1997 w Krzyżkowicach zalanych zostało wiele budynków mieszkalnych i gospodarczych, pola i łąki. Przez kilka dni niemożliwy był dojazd do wsi. W 2007 Krzyżkowice przystąpiły do Programu Odnowy Wsi Opolskiej. Zgodnie z rozporządzeniem z 18 grudnia 2008, 1 stycznia 2009 do wsi został włączony przysiółek Krzyżkowice.
Podczas powodzi we wrześniu 2024 w Krzyżkowicach doszło do podtopień i zalania posesji.

### Przynależność państwowa i administracyjna
| Okres     |                                                                                | Państwo                           | Zwierzchnictwo                    | Jednostka administracyjna                                                |
| --------- | ------------------------------------------------------------------------------ | --------------------------------- | --------------------------------- | ------------------------------------------------------------------------ |
| 1321–1337 |                                                                                | Królestwo Czech                   | Królestwo Czech                   | Morawy, ziemia prudnicka                                                 |
| 1337–1382 |                                                                                | Księstwo niemodlińskie            | Księstwo niemodlińskie            |                                                                          |
| 1382–1424 |                                                                                | Księstwo niemodlińsko-strzeleckie | Księstwo niemodlińsko-strzeleckie |                                                                          |
| 1424–1460 |                                                                                | Księstwo głogówecko-prudnickie    | Księstwo głogówecko-prudnickie    |                                                                          |
| 1460–1521 |                                                                                | Księstwo opolskie                 | Księstwo opolskie                 |                                                                          |
| 1521–1532 |                                                                                | Księstwo opolsko-raciborskie      | Księstwo opolsko-raciborskie      | księstwo opolskie                                                        |
| 1532–1742 | Monarchia Habsburgów                                                           | Monarchia Habsburgów              | Święte Cesarstwo Rzymskie         | księstwo opolsko-raciborskie, powiat sądowy prudnicki                    |
| 1742–1806 |                                                                                | Królestwo Prus                    | Święte Cesarstwo Rzymskie         | kamera wrocławska, departament wrocławski, powiat prudnicki              |
| 1806–1815 |                                                                                | Królestwo Prus                    | Królestwo Prus                    | kamera wrocławska, departament wrocławski, powiat prudnicki              |
| 1815–1871 | prowincja Śląsk, rejencja opolska, powiat prudnicki                            | Królestwo Prus                    | Królestwo Prus                    |                                                                          |
| 1871–1918 | Cesarstwo Niemieckie                                                           | Cesarstwo Niemieckie              | Cesarstwo Niemieckie              | Królestwo Prus, prowincja Śląsk, rejencja opolska, powiat prudnicki      |
| 1918–1919 |                                                                                | Republika Weimarska               | Republika Weimarska               | Wolne Państwo Prusy, prowincja Śląsk, rejencja opolska, powiat prudnicki |
| 1919–1933 | Wolne Państwo Prusy, prowincja Górny Śląsk, rejencja opolska, powiat prudnicki | Republika Weimarska               | Republika Weimarska               |                                                                          |
| 1933–1938 | Wolne Państwo Prusy, prowincja Górny Śląsk, rejencja opolska, powiat prudnicki | III Rzesza                        | III Rzesza                        | III Rzesza                                                               |
| 1938–1941 | Wolne Państwo Prusy, prowincja Śląsk, rejencja opolska, powiat prudnicki       | III Rzesza                        | III Rzesza                        | III Rzesza                                                               |
| 1941–1945 | Wolne Państwo Prusy, prowincja Górny Śląsk, rejencja opolska, powiat prudnicki | III Rzesza                        | III Rzesza                        | III Rzesza                                                               |
| 1945–1946 |                                                                                | Rzeczpospolita Polska             | Rzeczpospolita Polska             | Okręg I (Śląsk Opolski)                                                  |
| 1946–1950 | województwo śląskie, powiat prudnicki, gmina Lubrza                            | Rzeczpospolita Polska             | Rzeczpospolita Polska             |                                                                          |
| 1950–1952 | województwo opolskie, powiat prudnicki, gmina Lubrza                           | Rzeczpospolita Polska             | Rzeczpospolita Polska             |                                                                          |
| 1952–1954 | województwo opolskie, powiat prudnicki, gmina Lubrza                           |                                   | Polska Rzeczpospolita Ludowa      | Polska Rzeczpospolita Ludowa                                             |
| 1954–1961 | województwo opolskie, powiat prudnicki, gromada Dytmarów                       |                                   | Polska Rzeczpospolita Ludowa      | Polska Rzeczpospolita Ludowa                                             |
| 1961–1973 | województwo opolskie, powiat prudnicki, gromada Lubrza                         |                                   | Polska Rzeczpospolita Ludowa      | Polska Rzeczpospolita Ludowa                                             |
| 1973–1975 | województwo opolskie, powiat prudnicki, gmina Lubrza                           |                                   | Polska Rzeczpospolita Ludowa      | Polska Rzeczpospolita Ludowa                                             |
| 1975–1989 | województwo opolskie, gmina Lubrza                                             |                                   | Polska Rzeczpospolita Ludowa      | Polska Rzeczpospolita Ludowa                                             |
| 1989–1998 | województwo opolskie, gmina Lubrza                                             | Polska                            | Rzeczpospolita Polska             | Rzeczpospolita Polska                                                    |
| od 1999   | województwo opolskie, powiat prudnicki, gmina Lubrza                           | Polska                            | Rzeczpospolita Polska             | Rzeczpospolita Polska                                                    |

## Liczba mieszkańców wsi
- 1871 – 476[32]
- 1885 – 485[33]
- 1905 – 443[34]
- 1910 – 419[35]
- 1933 – 422[36]
- 1939 – 404[36]
- 1966 – 255[37]
- 1998 – 226[38]
- 2002 – 237[38]
- 2009 – 232[38]
- 2011 – 235[38]
- 2012 – 229[6]
- 2013 – 221[6]

## Zabytki
Zgodnie z gminną ewidencją zabytków w Krzyżkowicach chronione są:
- układ ruralistyczny, z poł. XIII w.
- kaplica pw. św. Floriana, nr 33, z 1933 r.

## Transport

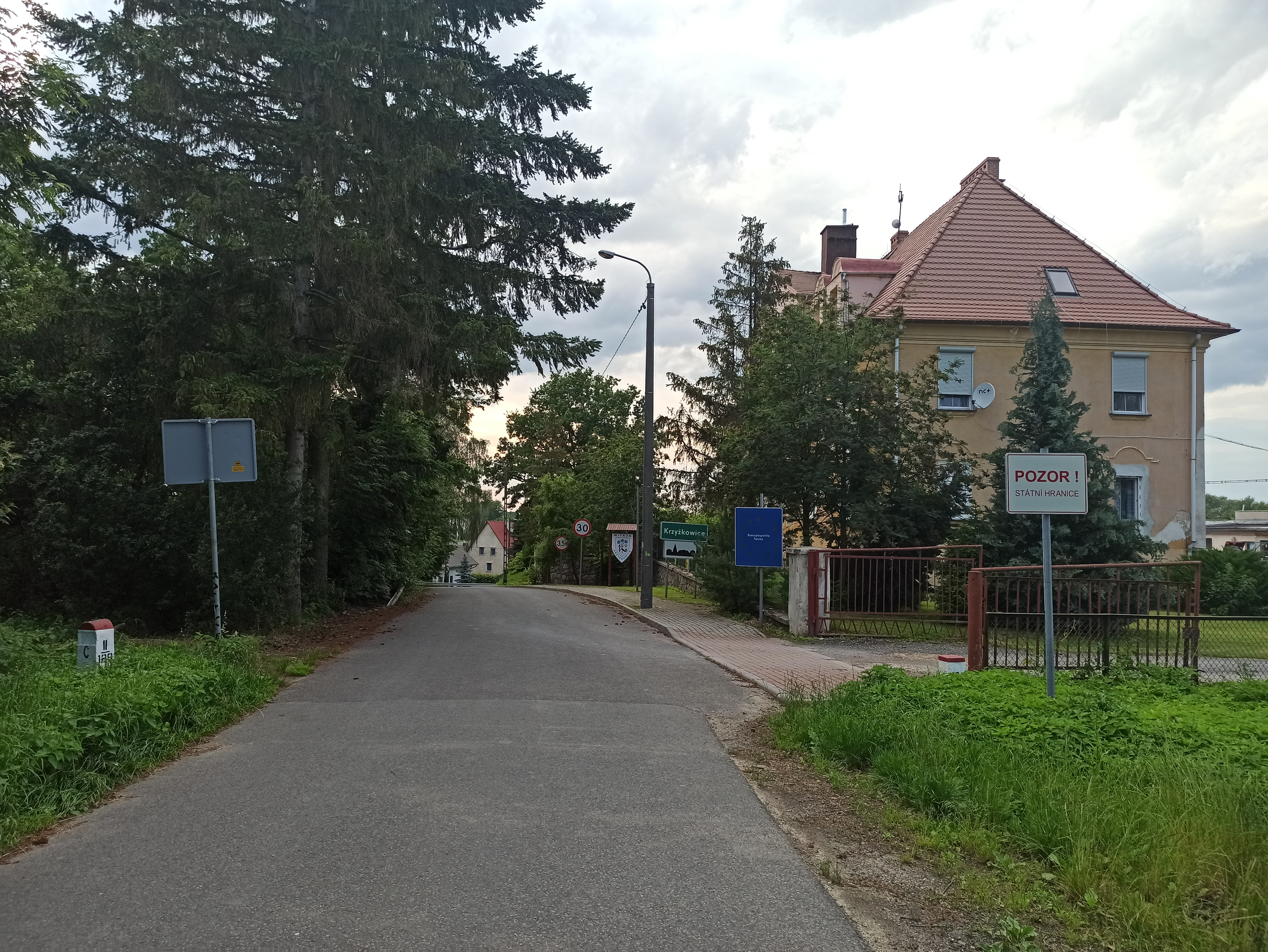
Przejście graniczne Krzyżkowice-Hlinka

W zarządzie Wydziału Drogownictwa Starostwa Powiatowego w Prudniku znajduje się droga powiatowa nr 1615O relacji Trzebina – Skrzypiec – Dytmarów – Krzyżkowice – granica z Czechami.

### Transport autobusowy
Krzyżkowice posiadają połączenia autobusowe z Głogówkiem, Prudnikiem. We wsi znajduje się jeden przystanek autobusowy.
Transport autobusowy w Krzyżkowicach obsługiwany był przez PKS Prudnik. W 2004 prudnicki PKS został sprywatyzowany z udziałem Connex Polska. W 2008, w wyniku połączenia spółek PKS Connex Prudnik i PKS Connex Kędzierzyn-Koźle, utworzona została spółka Veolia Transport Opolszczyzna, w 2013 przejęta przez Arriva Bus Transport Polska. W 2019 Arriva wycofała się z Prudnika. Wówczas organizacją przewozów pasażerskich w Krzyżkowicach i okolicy zajęły się ościenne PKS-y. W grudniu 2021 powołano Powiatowo-Gminny Związek Transportu „Pogranicze”, mający na celu poprawę jakości transportu.

### Przejście graniczne
W Krzyżkowicach funkcjonowało polsko-czeskie przejście graniczne małego ruchu granicznego. Zostało formalnie zlikwidowane 24 maja 1985 roku.

## Religia

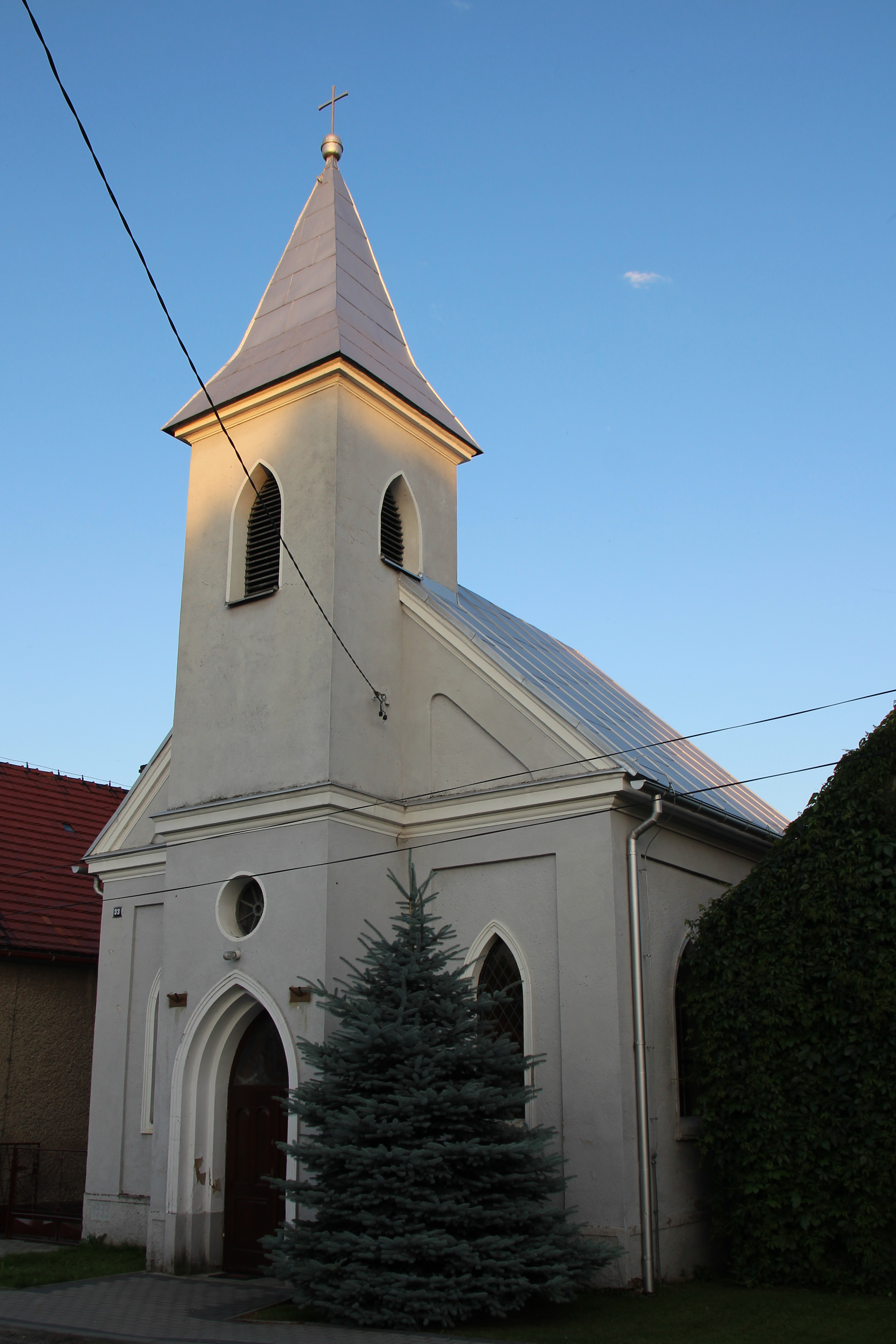
Kaplica św. Floriana

Katolicy z Krzyżkowic należą do parafii św. Katarzyny w Dytmarowie (dekanat Prudnik). W 1933 we wsi została wybudowana kaplica św. Floriana.

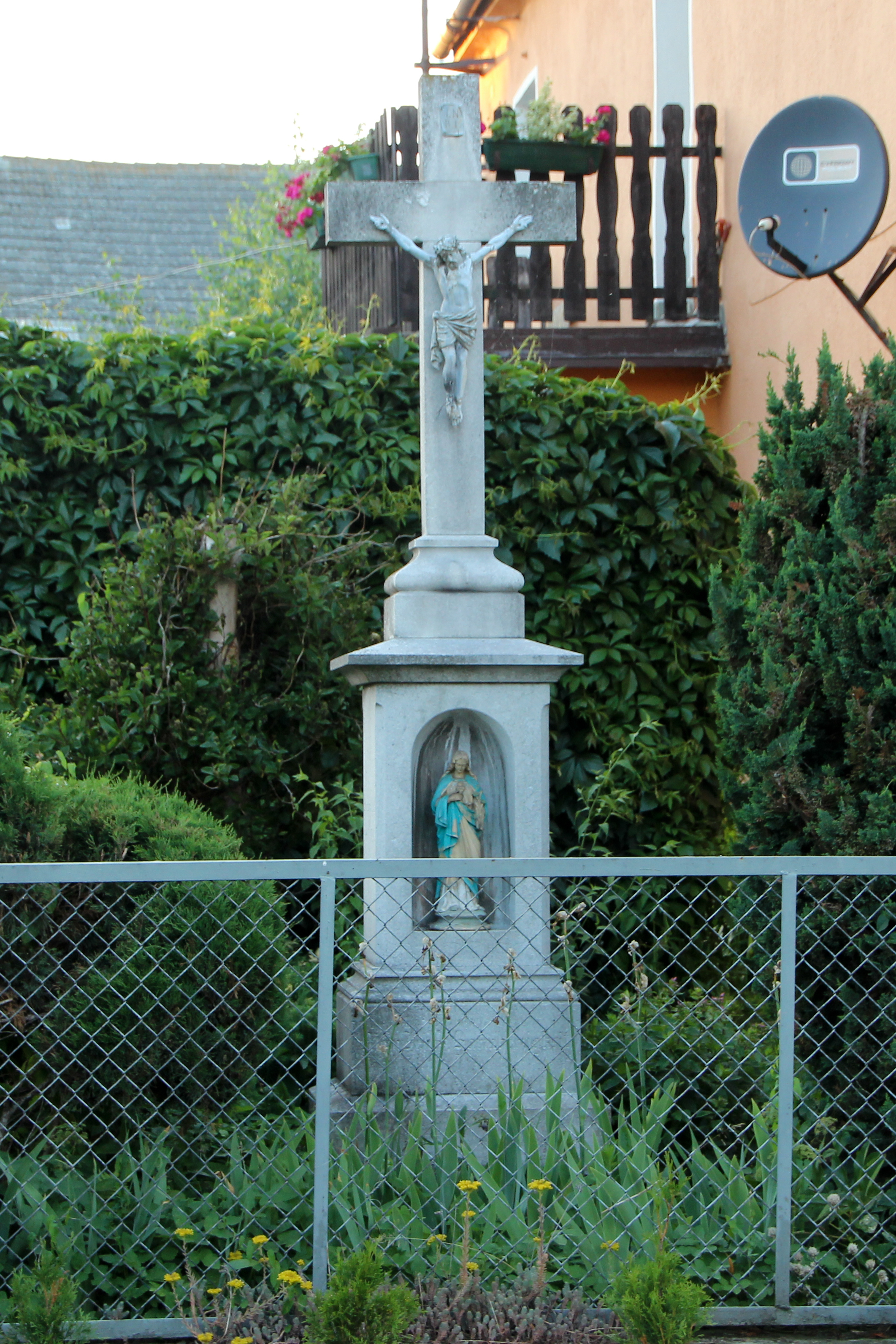
Krzyż przydrożny

## Polityka
W klubie w Krzyżkowicach swoją siedzibę ma Obwodowa Komisja Wyborcza, do której należy sołectwo Krzyżkowice.
W wyborach parlamentarnych do Sejmu w 2015 we wsi wygrała Nowoczesna. W 2019 w Krzyżkowicach zwyciężyło Prawo i Sprawiedliwość. W 2023 największą ilość głosów zdobyła Koalicja Obywatelska.
W wyborach prezydenckich w 2015 mieszkańcy Krzyżkowic opowiedzieli się za Bronisławem Komorowskim, a w 2020 i 2025 za Rafałem Trzaskowskim.

## Turystyka
Oddział PTTK „Sudetów Wschodnich” w Prudniku ustanowił turystyczną Odznakę Krajoznawczą Ziemi Prudnickiej, którą zdobywa się poprzez zwiedzenie odpowiedniej liczby obiektów w miejscowościach położonych na ziemi prudnickiej, w tym w Krzyżkowicach.
12 i 16 lipca 2010, w ramach organizowanego w Prudniku VI Europejskiego Tygodnia Turystyki Rowerowej, w którym wzięli udział rowerzyści z całej Europy, przez Krzyżkowice prowadziły trasy „Szlakiem Pielgrzyma” i „Szlakiem pogranicza polsko-czeskiego”.

### Szlaki rowerowe
Przez Krzyżkowice prowadzi szlak rowerowy:
- Trasa rowerowa PTTK nr 266-z: Lubrza – Olszynka – Laskowice – Dytmarów-Stacja – Dytmarów – Krzyżkowice – góra Kłobuczek – Trzebina – Prudnik-Las – Trzebina – Skrzypiec – Jasiona – Lubrza

## Bezpieczeństwo
Miejscowość jest pod opieką dzielnicowego rejonu służbowego nr 8 Komendy Powiatowej Policji w Prudniku.
Teren wsi, jak i całej gminy Lubrza, położony jest w strefie nadgranicznej w związku z czym Straż Graniczna dysponuje, na tym obszarze, specjalnymi kompetencjami w zakresie bezpieczeństwa. Gminę Lubrza obejmuje zasięgiem służbowym placówka Straży Granicznej w Opolu ze Śląskiego Oddziału SG.

## Ludzie związani z Krzyżkowicami
- Alois Werner (1887–1917) – florysta, urodzony w Krzyżkowicach
- Ewa Barańska (ur. 1947) – pisarka, scenarzystka, urodzona w Krzyżkowicach